# Prägling (etologi)
Prägling inom etologi (djurs beteenden) är en form av inlärning som måste ske under en specifik period av individens liv. Begreppet infördes av Konrad Lorenz som tog emot Nobelpriset i fysiologi eller medicin 1973 tillsammans med Nikolaas Tinbergen och Karl von Frisch.
Begreppet kan ibland också innefatta ett levande objekt, som en människa eller en surrogatmor, ibland av en annan art än den nyfödda själv. Mekanismerna kring unga djurs prägling har utnyttjats av människor, vid bland annat uppfödning av ankor.
Djur som varit med vid födseln kan känna sig tvingad att älska och ta hand om objektet som ett eget.